# Municipio de Oliver (condado de Huron)
El municipio de Oliver (en inglés: Oliver Township) es un municipio ubicado en el condado de Huron, en el estado estadounidense de Míchigan. En el año 2010, tenía una población de 1483 habitantes, y una densidad poblacional de 16,2 personas por kilómetro cuadrado.

## Geografía
El municipio de Oliver se encuentra ubicado en las coordenadas 43°48′7″N 83°9′57″O / 43.80194, -83.16583. Según la Oficina del Censo de los Estados Unidos, el municipio tiene una superficie total de 91.56 km², de la cual 91,44 km² corresponden a tierra firme y (0,13 %) 0,12 km² es agua.

## Demografía
Según el censo de 2010, había 1483 personas residiendo en el municipio de Oliver. La densidad de población era de 16,2 hab./km². De los 1483 habitantes, el municipio de Oliver estaba compuesto por el 97,1 % de blancos, el 0,4 % de negros, el 0,2 % de amerindios, el 0,07 % de asiáticos, el 0,54 % de otras razas, y el 1,69 % de una mezcla de razas. Del total de la población, el 2,7 % eran hispanos o latinos de cualquier raza.